# Луза (Ярський район)
Лу́за (рос. Луза) — присілок в Ярському районі Удмуртії, Росія.

## Населення
Населення — 19 осіб (2010, 68 у 2002).
Національний склад станом на 2002 рік:
- удмурти — 94 %